# Chris Marker
Chris Marker (n. 29 iulie 1921, Neuilly-sur-Seine, Seine, Franța – d. 29 iulie 2012, Paris, Île-de-France, Franța) a fost un scriitor, fotograf și regizor francez. Este cunoscut pentru filmele sale, La Jetée (1962), Le fond de l'air est rouge (1977) și Sans Soleil (1983). Marker face parte din Noul val francez, un curent ce a avut loc în perioada anilor 1950-1960, împreună cu alți regizori, precum Alain Resnais, Agnès Varda și Jacques Demy.